# Ampliat
Ampliat, również Ampeliusz, cs. Apostoł Amplij, jepiskop Diospolskij (zm. w I wieku) – postać biblijna, apostoł i biskup Diospolis (dzis. Lod), święty Kościoła prawosławnego.
Postać występująca w Nowym Testamencie w Liście do Rzymian apostoła Pawła (Rz 16, 8 (BT). Zaliczany do grona Siedemdziesięciu dwóch wysłańców Jezusa Chrystusa.
Wspominany jest 4/17 stycznia w gronie 72. apostołów i indywidualnie 31 października/13 listopada.